# H₂O (日本組合)
H2O，是由中澤堅司和赤鹽正樹組成的日本民謠系二人男子歌唱組合。1976年組成，1985年解散。1999年又再次組成，目前鮮少活動。

## 成員
- 中澤堅司（1957年6月12日 - ），主音、吉他手
- 赤鹽正樹（1957年4月27日 - ），主音、吉他手

都是長野縣上田市出身

## 經歷
1976年就讀大學中的中澤堅司和赤鹽正樹組成「H2O」。
1983年，第5張單曲《滿滿的回憶》被用作電視動畫《美雪、美雪》的主題曲，成為大熱作品，H2O的人氣急升。但是之後的作品未能延續勢頭，1985年組合解散。
1999年，再結成，發行的單曲成為上田市80週年的主題曲。
2003年翻唱自己當年的名作《滿滿的回憶》，發行新單曲《滿滿的回憶 ～the 21st century～》。

## 作品

### 單曲
1. （1980年6月21日）
2. （1980年11月4日）
3. （1981年8月21日）
4. HELLO VIBRATION（1982年7月25日）
5. （1983年3月25日）
6. （1983年10月1日）
7. （1984年6月25日）
8. （1985年11月1日）
9. （1999年）
10. （2003年10月29日）

### 專輯
1. Water Land（1981年）
2. Wait a second（1982年）
3. Emotion（1983年1月1日）
4. Pool（1983年10月25日）
5. Next Corner（1985年）

### 精選輯
1. （2001年6月21日）
2. （2003年11月26日）
3. （2004年9月8日）

## 外部連結
- H2O（页面存档备份，存于）
- 中澤堅司